# 岩竹村
岩竹村，是臺灣彰化縣花壇鄉所轄的18個村之一，位在花壇鄉八卦臺地的西方山麓地帶。面積平方公里、1516人。與灣杜村、長沙村、文德村、白沙村和彰化市桃源里、延和里相鄰。居民以黃、呂、劉、許等姓較多。

## 村名由來
以清代彰化八景之一虎山巖的「虎巖聽竹」，簡化為「岩竹」，以此命名。

## 歷史沿革
岩竹村於清代時隸屬燕霧上堡白沙坑庄；明治35年（1902年）時，改彰化廳燕霧上堡白沙坑庄；明治42年（1909年）改彰化支廳橋子頭區白沙坑庄；至大正9年（1920年）則隨行政區調整，隸屬彰化郡花壇庄白沙坑大字。
二次大戰結束後，國民政府接收臺灣，以原先白沙坑大字範圍由西至東設為白沙村、文德村、長沙村和岩竹村。